# Miske
Miske este un sat în districtul Kalocsa, județul Bács-Kiskun, Ungaria, având o populație de 1.842 de locuitori (2011). 

## Demografie
Componența etnică a satului Miske
     Maghiari (84,68%)
     Germani (6%)
     Slovaci (4,66%)
     Romi (3,13%)
     Necunoscut (0,51%)
     Alții (1,02%)
Componența confesională a satului Miske
     Romano-catolici (47,77%)
     Fără religie (6,35%)
     Reformați (3,96%)
     Necunoscută (41,15%)
     Alte religii (2,77%)
Conform recensământului din 2011, satul Miske avea 1.842 de locuitori. Din punct de vedere etnic, majoritatea locuitorilor (84,68%) erau maghiari, existând și minorități de germani (6,0%), slovaci (4,66%) și romi (3,13%). Apartenența etnică nu este cunoscută în cazul a 0,51% din locuitori. Nu există o religie majoritară, locuitorii fiind romano-catolici (47,77%), persoane fără religie (6,35%) și reformați (3,96%). Pentru 41,15% din locuitori nu este cunoscută apartenența confesională.